# Păuleasca (Micești), Argeș
Păuleasca este un sat în comuna Micești din județul Argeș, Muntenia, România. Se află în Dealurile Argeșului.